# 접전: 갑을 전쟁
"접전: 갑을 전쟁"은 2019년에 개봉한 대한민국의 영화이다.

## 캐스팅
- 지대한 : 창수 역
- 박노식 : 김 회장 역
- 황금희 : 창수 아내 역
- 주소정
- 이진경
- 김결
- 조원
- 이주연
- 김태현
- 김성진
- 한철훈
- 정서인
- 김혜민
- 노준영
- 김인권 (우정출연)
- 조한선 (우정출연)
- 조수하 (우정출연)